# CEC European Managers
La CEC European Managers (Confederación Europea de Cuadros) es una organización europea.
Expresa y defiende los intereses de los cuadros y ejecutivos en Europa ante las instituciones de la Unión Europea.
A través de sus organizaciones nacionales miembros y sus federaciones profesionales, representa 1 millones de cuadros en Europa.
La CEC European Mánager participa en el diálogo social europeo.
Su oficina central se encuentra en el barrio europeo de Bruselas.

## Historia
Los cuadros fueron los primeros en comprender la importancia de organizarse a nivel internacional.
Desde 1951, los sindicatos del mercado francés, alemán e italiano fundaron el CIC (Confederación Internacional del Personal).
Motivada al principio por el deseo de participar más activamente en el diálogo social europeo y de poder ejercer una influencia política sobre el proceso de unificación, esta federación dio nacimiento a un sindicato europeo en 1989.
La CEC European Managers (Confederación Europea de Cuadros) reúne a 1 millones de ejecutivos, organizados en federaciones nacionales y federaciones sectoriales europeas.
Desde el fin de los años 80, la CEC da como asociación social, una contribución auténtica y positiva en la integración europea.
Desde la entrada en vigor del tratado de Maastricht y del protocolo social asociado en 1993, la CEC se ha convertido en el interlocutor de la Comisión Europea, quien la consulta sobre las nuevas iniciativas legislativas. Desde julio de 1999, la CEC forma parte de la delegación de los trabajadores en las negociaciones dirigidas en el ámbito del acuerdo social y defiende los intereses de sus afiliados.

## Misión
La CEC European Managers se dedica a 3 misiones:
- Obrar a favor de la integración europea para facilitar el proyecto de unificación hecho por los cuadros y gestionarios en los diferentes países.

- Contribuir, con los demás asociaciones sociales, en la búsqueda permanente de un equilibrio más justo entre los resultados económicos de las empresas, una garantía de los sueldos y la protección social de los trabajadores.

Los intereses y aspiraciones de los cuadros y gestionarios son, en este aspecto, los siguientes:
- Expresar y defender las posiciones y las sensibilidades de los cuadros y gestionarios como ciudadanos europeos sobre temas de actualidad como el acceso de la mujer a los puestos de decisión, la movilidad y la formación permanente, la promoción de la igualdad en las posibilidades y en la diversidad, el envejecimiento activo, la conciliación entre vida profesional y vida privada, el desarrollo y la protección del medio ambiente.

## Los cuadros en Europa y en el mundo
Aunque considerados como empleados según el derecho del trabajo, los cuadros e ejecutivos tienen en realidad una responsabilidad mayor en relación con los empleados y al frente del desarrollo de la empresa.
Los cuadros asumen misiones fundamentales las cuales implican un nivel particularmente alto de responsabilidad, de competencias y de profesionalismo en la administración y la realización de los objetivos de las empresas e instituciones.
Estos dirigentes o ejecutivos comparten las mismas características sociológicas y los mismos intereses. Por eso, el Parlamento Europeo ha afirmado expresamente el derecho de los cuadros a tener una representación separada e independiente a nivel nacional pero también a nivel europeo.
Esta categoría de empleados aumenta con el desarrollo de las nuevas tecnologías, la información y comunicación, y dentro del contexto de la evolución de nuevas formas de organización del trabajo.

## Valores
Las incidencias positivas de la mundialización son indiscutibles.
Sin embargo, la simple maximización de los beneficios no puede ser el único objetivo de las empresas y de la integración europea. A pesar de los resultados, el respecto por las obligaciones sociales tiene un valor mayor a largo plazo.
Hoy, Europa tiene que aceptar el desafío de mantener la competitividad de su economía y de la modernización de su modelo social de manera que el crecimiento económico se cónyuge con las mejoras de las condiciones de trabajo para la socieda entera.
En este aspecto, los cuadros europeos están claramente en favor de los principios de resultados y de competencia, pero también están a favor de una economía social de mercado y la marcha del negocio con respecto de ciertos valores.

## Estructura

### Los dirigentes
- Presidente:
  - Desde 2015 hasta 2021: Ludger Ramme (Alemania)
  - Desde 2012 hasta 2015: Annika Elias (Suecia)
  - Desde 2006 hasta 2012: Georges Liarokapis (Francia)
  - Desde 1996 hasta 2006: Maurizio Angelo (Italia)
  - Desde 1989 hasta 1996: Henry Bodes-Pagès (Francia)
- Secretario general: Maxime Legrand (Francia)
- Secretaria general adjunta: Ebba Öhlund (Suecia)
- Tesorero: Luigi Caprioglio (Italia)

### Las organizaciones nacionales miembros
- Alemania : ULA - Deutscher Führungskräfteverband.
- Bélgica: CNC/NCK - Confédération Nationale des Cadres.
- Dinamarca: LH - Ledernes Hovedorganisation.
- Eslovenia: MAS - Managers' Association of Slovenia.
- España: CCP: Confederación de Cuadros y Profesionales.
- Francia CFE-CGC - Confédération Française de l’Encadrement.
- Grecia: ACEO (EASE) - Association of Chief Executive Officers.
- Grecia: HMA (EEDE) - Hellenic Management Association
- Italia: CIDA - Confederazione Italiana dei Dirigenti e delle Alte Professionalità.
- Italia: CUQ - Confederazione Unitaria Quadri.
- Portugal: SNQTB - Sindicato Nacional dos Quadros e Técnicos Bancarios.
- Reino Unido: MPA - Managerial and Professional Staff Association.
- Serbia: Serbian Association of Managers.
- Suecia: LEDERNA.
- Noruega: LEDERNE.
- Suiza: SKO – Schweizer Kader Organisation.

### Federaciones profesionales europeas miembros
- AECA - Association Européenne des Cadres de l’Assurance.
- ECMF - European Commercial Managers Federation.
- eTIC_cec - Federation of Information technologies, Communication & media and Telecommunications.
- FECC - Fédération Européenne des Cadres de la Construction.
- FECCIA - Fédération Européenne des Cadres de la Chimie et des Industries Annexes.
- FECEC - Fédération Européenne des Cadres des Etablissements Bancaires.
- FECER - Fédération Européenne des Cadres de l’Energie et de la Recherche.
- FEDEM - Fédération Européenne de l’Encadrement de la Métallurgie.
- FICT - Fédération Internationale des Cadres des Transports.

### Observadores
- Europa: ESHA – European School Heads Association.